# زندان ابوغریب

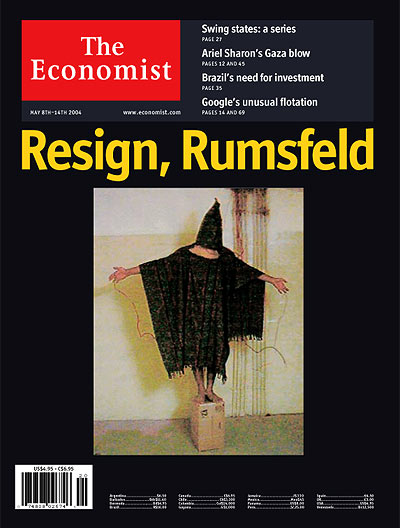
تصویر علی شلال قیسی یکی از زندانیان شکنجه شده در ابوغریب روی جلد مجلهٔ ایکونومیست که با چاپ این عکس خواستار استعفای وزیر دفاع آمریکا، دونالد رامسفلد شده‌ است.

زندان ابوغریب (به عربی: سجن أبو غریب)،(به انگلیسی: Abu Ghraib prison) نام زندانی در ۳۲ کیلومتری غرب بغداد در عراق بود. این زندان در دههٔ ۱۹۵۰ به عنوان زندانی با درجهٔ امنیتی بسیار بالا شروع به کار کرد. در این زندان اقداماتی چون شکنجه و اعدام رایج بود و زندانیان در وضعیت بسیار نامناسبی نگهداری می‌شدند. از دههٔ ۱۹۸۰، حکومت صدام حسین و رژیم بعث عراق و پس از آن ایالات متحده آمریکا کنترل این زندان را در اختیار داشته و عموماً زندانیان سیاسی در آن محل نگهداری می‌شدند.
در سال ۲۰۰۴ میلادی و پس از اشغال عراق توسط نیروهای ائتلاف به رهبری ایالات متحده آمریکا با انتشار تصاویری از شکنجه، تحقیر، اذیت و آزار جنسی و روانی زندانیان ابوغریب توسط نظامیان آمریکایی در برنامه شصت دقیقه شبکه سی‌بی‌اس آمریکا و مقاله‌ای در مجله آمریکایی نیویورکر، زندان ابوغریب مورد توجه گستردهٔ بین‌المللی قرار گرفت.

## تاریخچه
این زندان در دههٔ ۱۹۵۰ توسط پیمانکاران بریتانیایی ساخته شد. در سال ۲۰۰۱ حدود ۱۵۰۰۰ زندانی در ابوغریب نگهداری می‌شدند. صدام حسین در اکتبر ۲۰۰۲ بسیاری از زندانیان در سراسر عراق را عفو کرد و به تبع آن این زندان کاملاً تخلیه و به حال خود رها شد و پس از آن بارها مورد غارت اموال و تجهیزات قرار گرفت.
در این زندان برخی اسرای ایرانی جنگ ایران و عراق را نیز نگهداری می‌کردند.

## سال‌های ۲۰۰۳ تا ۲۰۰۶

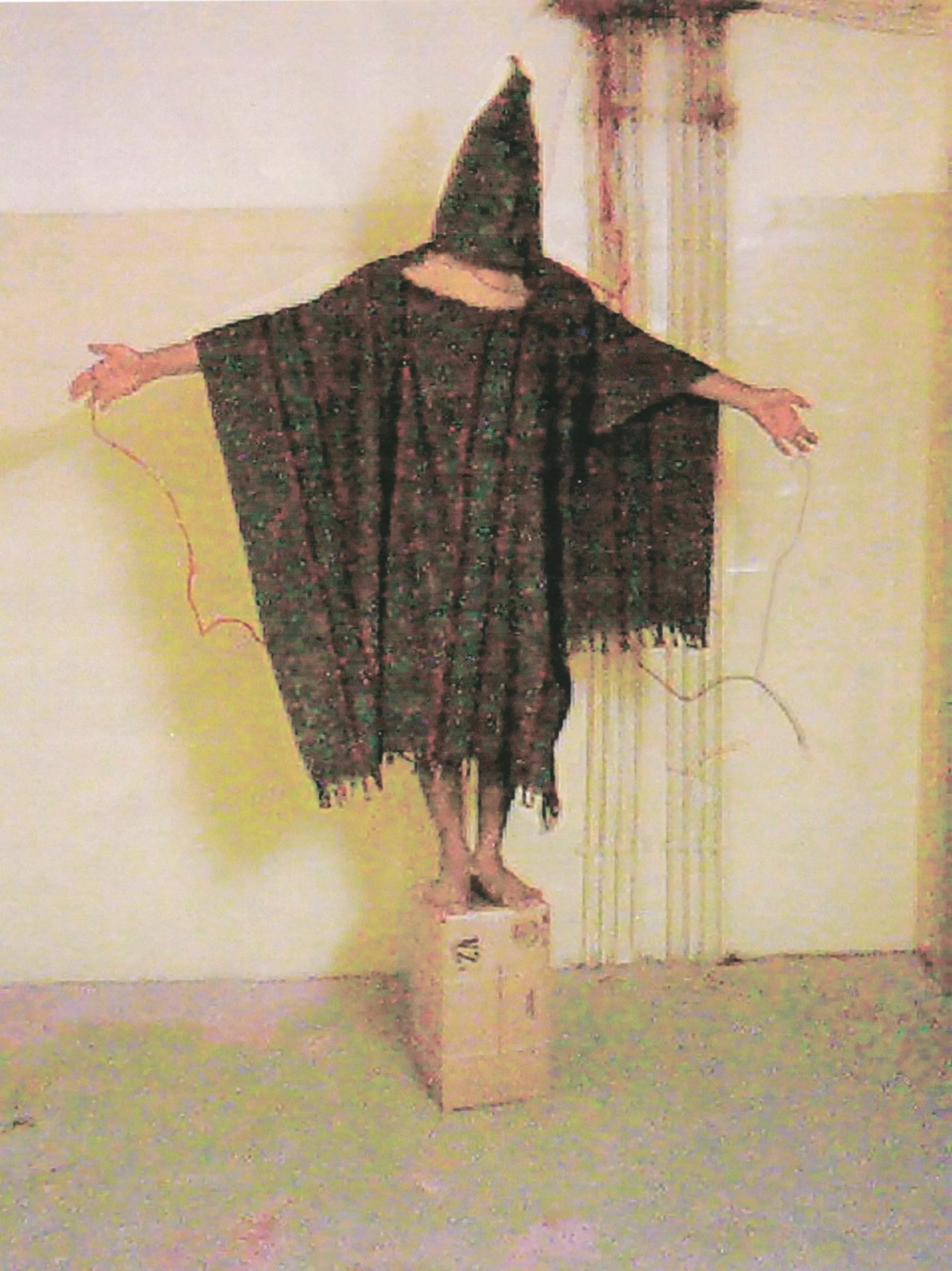
۱۱:۰۱ بعد از ظهر، ۴ نوامبر ۲۰۰۳. زندانی با کیسه ای روی سر، ایستاده روی جعبه با سیم‌های متصل. عکس‌های ایوان فردریک از زندانی با نام مستعار گیلیگان که بعداً با نام اصلی عبده حسین سعد فالح شناخته شد که روی جعبه ایستاده و سیم‌هایی به دست چپ و راستش وصل شده‌ است.

ابوغریب از سال ۲۰۰۳ تا اوت ۲۰۰۶ توسط نیروهای آمریکایی و سایر نیروهای ائتلاف با همراهی دولت عراق کنترل می‌شد. از مجموعهٔ تأسیسات ابوغریب علاوه بر محل نگهداری و بازداشت مظنونین و محکومین، به عنوان پایگاه نظامی و محل استقرار نیروهای ائتلاف به رهبری آمریکا نیز استفاده می‌شد.
اطلاعات بیشتر: شکنجه و آزار زندانیان ابوغریب
در آوریل ۲۰۰۴ با انتشار تصاویری از زندان ابوغریب در برنامه شصت دقیقه شبکه تلویزیونی سی‌بی‌اس آمریکا به نقل از نشریهٔ نیویورکر به قلم سیمور هرش در مورد شکنجه و آزار زندانیان و قتل‌های فراقضایی توسط نظامیان آمریکایی در زندان ابوغریب، مورد توجه بین‌المللی و انتقادات فراوانی از وزارت دفاع آمریکا به خصوص وزیر دفاع وقت ایالات متحده آمریکا، دونالد رامسفلد قرار گرفت.
گروه دیده‌بان حقوق بشر که مقر آن در آمریکا است، می‌گوید اظهارات سربازان آمریکایی نشان می‌دهد که زندانیان در سال‌های ۲۰۰۳ تا ۲۰۰۵ به‌طور مرتب با ضرب و جرح شدید، محرومیت از خواب و دیگر انواع سوء رفتار مواجه بوده‌اند.
یکی از سخنگویان وزارت دفاع آمریکا، پنتاگون، گفته‌است موضوع تا به حال۱۳ بار مرور شده و هیچ شاهدی از تشویق و ترویج سوء رفتار در دست نیست.
همچنین سرهنگ دوم مارک بالستروس به خبرگزاری رویتر گفته‌است: «رفتار با زندانیان همواره انسانی بوده‌است.»
این درحالی‌است که جان سیفتون، تهیه‌کنندهٔ گزارش دیده‌بان حقوق بشر، ادعاهای دولت آمریکا را در این مورد که شکنجه زندانیان و سوء رفتار با آنان بدون مجوز صورت گرفته و موردی استثنایی بوده‌است، باطل می‌داند.
گروه‌های حقوق بشر معتقدند شکنجه در زندان ابوغریب و همچنین بازداشتگاه‌هایی در فرودگاه بغداد به نام اردوگاه ناما و در نزدیکی فرودگاه موصل و در پایگاهی در نزدیکی القیم در مرز سوریه نیز، حتی پس از افشای ماجرای زندان ابوغریب به صورت امری روزمره در جریان است.
ژنرال "آنتونیو تاگوبا " مسئول تحقیق در پرونده زندان ابوغریب شکنجه‌های جنون‌آمیز و وحشیانه و هولناک طی ماه‌های اکتبر تا دسامبر سال ۲۰۰۴ ارتش آمریکا را تأیید کرده‌است. در یادداشتی که در سال ۲۰۰۳ به امضای ژنرال سانچز (فرمانده کل نیروهای آمریکایی مستقر در عراق) رسیده بود، مجوز شکنجهٔ زندانیان عراقی در جریان بازجویی با استفاده از روش‌های گوناگون صادر شده‌است. ظاهراً یک ماه پس از صدور این یادداشت، ژنرال سانچز پس از مشورت با مشاوران حقوقی ارتش آن را لغو کرد. اتحادیه حقوق مدنی آمریکا با استناد به قانون آزادی اطلاعات در ایالات متحده آمریکا علی‌رغم مخالفت وزارت دفاع آمریکا به این یادداشت دست یافت.
در نهایت و پس از تحقیقات بسیار، مقامات آمریکایی با اعلام این‌که یک تحقیق جدید نشان می‌دهد که شاهدی از عملکرد اشتباه ژنرال سانچز و سه تن از دستیاران ارشد او در دست نیست، وی را از اتهامات وارده تبرئه کردند و به جای وی نظامیان رده پایین‌تری (یک سرهنگ و چند سرباز) را مقصر دانستند.
در ۲۰ آوریل ۲۰۰۴ مهاجمین ۴۰ گلوله توپخانه به ابوغریب شلیک کرده و باعث مرگ ۲۴ زندانی و زخمی شدن ۹۲ زندانی دیگر شدند. در سال ۲۰۰۵ به درخواست مقامات عراقی حدود ۱۰۰۰ زندانی توسط نیروهای آمریکایی از این زندان آزاد شدند. در همان سال جرج دابلیو. بوش رئیس‌جمهور آمریکا اعلام کرد که زندان ابوغریب تخریب خواهد شد اما این موضوع مورد مخالفت مقامات عراقی قرار گرفت. در ژوئن ۲۰۰۵ جیمز پال قاضی نظامی آمریکایی اعلام کرد که زندان ابوغریب یک صحنهٔ جرم بوده و پیش از تکمیل بررسی‌ها و تحقیقات قضایی و دادرسی در مورد رفتار نظامیان آمریکایی با زندانیان، قابل تخریب نیست. در آوریل ۲۰۰۵ حملات دیگری به ابوغریب صورت گرفت و تعدادی از زندانیان و نیروهای نظامی کشته و زخمی شدند. مسؤولیت این حملات را القاعده عراق بر عهده گرفت.

## سال‌های ۲۰۰۶ تا ۲۰۱۴
در سال ۲۰۰۶ نیروهای آمریکایی ابوغریب را ترک کرده و ۴۵۰۰ زندانی باقیمانده را به زندان‌های دیگر فرستادند. زندان ابوغریب طبق توافقات به نیروی زمینی عراق تحویل داده شد و این مجموعه با تصمیم مقامات عراقی در سال ۲۰۰۹ به عنوان زندان مرکزی بغداد مجدداً آغاز به کار کرد. در ژوئیه ۲۰۱۳ فراری دسته جمعی از ابوغریب رخ داد و دست کم ۵۰۰ زندانی (عموماً از اعضای سرشناس القاعده و محکومین به اعدام) از ابوغریب فرار کردند.

## تعطیلی زندان
در ۱۵ آوریل ۲۰۱۴ با تصمیم وزارت دادگستری عراق و به دلیل نگرانی از تسلط داعش بر این زندان، ۲۴۰۰ زندانی موجود به سایر زندان‌های فوق امنیتی عراق فرستاده شده و زندان برای مدتی نامعلوم تعطیل شد.